# Grand Marais
Grand Marais és una ciutat i seu del Comtat de Cook (Minnesota) dels Estats Units d'Amèrica.

## Demografia
Segons el cens dels Estats Units del 2000 Grand Marais tenia 1.353 habitants, 645 habitatges, i 341 famílies. La densitat de població era de 195,7 habitants per km².
Dels 645 habitatges en un 23,3% hi vivien nens de menys de 18 anys, en un 42,9% hi vivien parelles casades, en un 8,1% dones solteres, i en un 47,1% no eren unitats familiars. En el 42% dels habitatges hi vivien persones soles el 21,6% de les quals corresponia a persones de 65 anys o més que vivien soles. El nombre mitjà de persones vivint en cada habitatge era de 2,01 i el nombre mitjà de persones que vivien en cada família era de 2,73.
Per edats la població es repartia de la següent manera: un 18,8% tenia menys de 18 anys, un 6,1% entre 18 i 24, un 25,9% entre 25 i 44, un 22,8% de 45 a 60 i un 26,3% 65 anys o més.
L'edat mediana era de 45 anys. Per cada 100 dones de 18 o més anys hi havia 80,8 homes.
La renda mediana per habitatge era de 33.493 $ i la renda mediana per família de 46.563 $. Els homes tenien una renda mediana de 31.500 $ mentre que les dones 23.393 $. La renda per capita de la població era de 21.863 $. Entorn del 7,4% de les famílies i el 10% de la població estaven per davall del llindar de pobresa.

## Poblacions properes
El següent diagrama mostra les poblacions més properes.